# Bacino di Kučišdorf

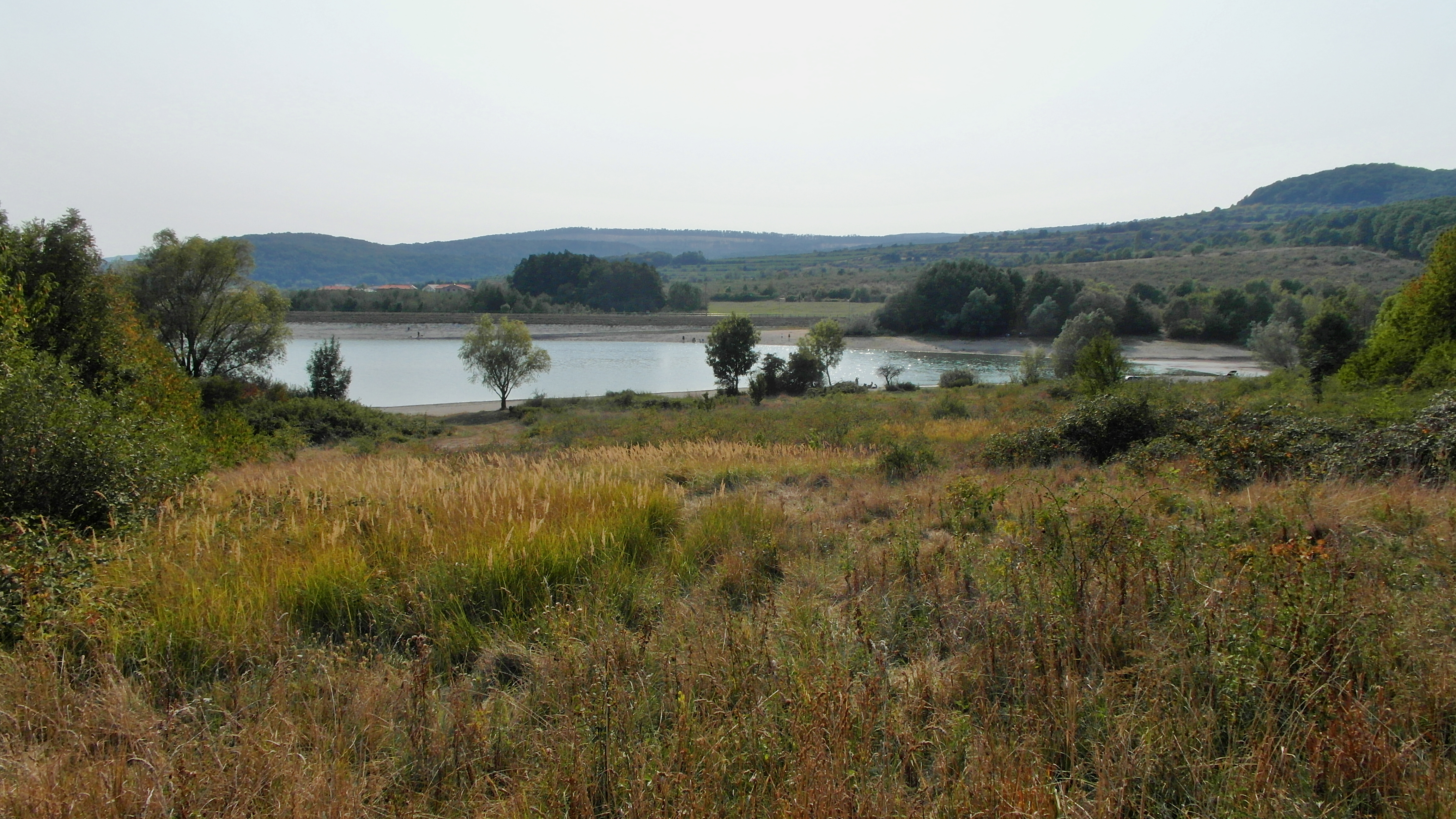
Vista del bacino dal lato nord-est

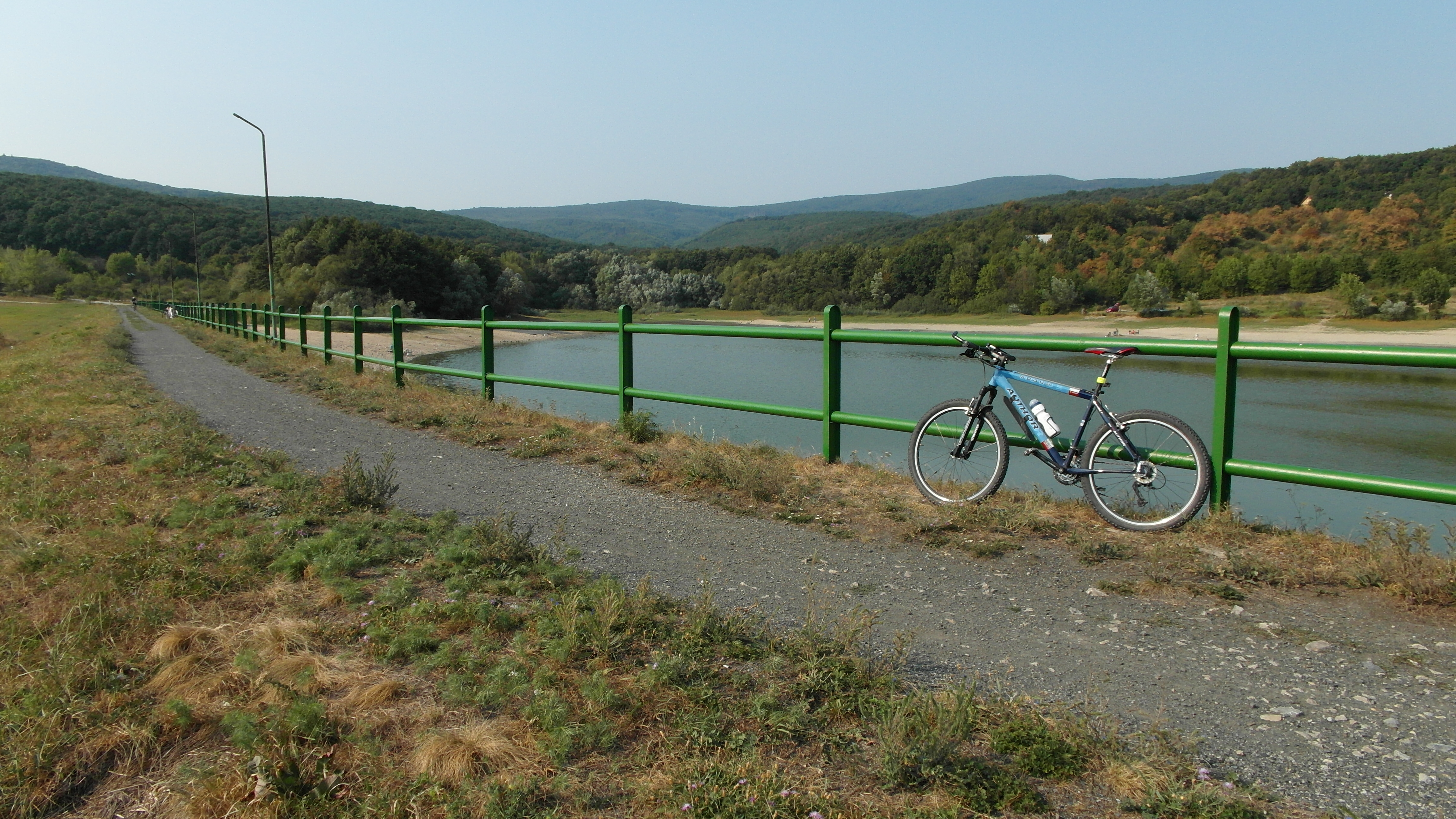
Il bacino di Kučišdorf visto da sud

Il bacino di Kučišdorf (in slovacco: Vodná nádrž Kučišdorf o Kučišdorfská priehrada) o bacino di Vinosady (in slovacco: Vodná nádrž Vinosady) è un lago artificiale situato presso la città di Pezinok, nell'omonimo distretto, vicino alle località Valle di Kučišdorf e Unigal, in Slovacchia.
È destinato alla pesca di carpe e altre specie di pesci, e si estende su una superficie di 7 ettari. È registrato come sito di pesca numero 1-1340-1-1 dalla locale associazione dei pescatori slovacchi di Pezinok e prende il nome dal vicino villaggio di Veľké Tŕnie, chiamato in passato Kučišdorf, parte dell'odierno comune di Vinosady.
Il torrente Barvinok (in slovacco: Barvinský potok) è un immissario del bacino idrico, mentre il torrente Tŕnie (in slovacco: Trniansky potok) ne è un emissario.